# Massimiliano Ammendola
Massimiliano Ammendola (Massa di Somma, 15 maggio 1990) è un ex calciatore italiano, di ruolo centrocampista.

## Carriera

### Club
Cresciuto nelle giovanili del Napoli, ha le prime esperienze da professionista con le maglie di Crociati Noceto e Aversa Normanna, in Lega Pro Seconda Divisione. Tornato a Napoli nell'estate 2011, l'allenatore Walter Mazzarri lo fa esordire in Serie A il 21 aprile 2012 nella gara interna contro il Novara (2-0), entrando negli istanti finali della gara al posto di Marek Hamšík. Il 20 maggio 2012 vince il primo trofeo in carriera, la Coppa Italia, sebbene non venga mai utilizzato nel corso della manifestazione.
Svincolatosi a fine stagione, firma per i bulgari del Botev Vraca con cui colleziona 10 presenze e una rete in massima serie, quindi a gennaio si trasferisce ai greci dell'Iraklis Psachna, disputando sei gare in seconda serie.
Terminata l'esperienza ellenica, nell'estate 2013 viene ingaggiato dal Sol de América, nella massima serie paraguaiana, diventando il primo calciatore italiano a giocare nel paese sudamericano. In un anno e mezzo colleziona 14 presenze e una rete.                                  
Scaduto il contratto con il club sudamericano, torna in Italia firmando con la Puteolana, in Serie D. A fine stagione, dopo la retrocessione nell'Eccellenza Campania, la Puteolana gli rescinde il contratto.
Nell'agosto 2015 il giocatore trova sistemazione nella Nuova Itri firmando un contratto fino al 2020. Il 6 settembre dello stesso anno fa il suo debutto in una competizione mai giocata, la Serie Eccellenza del Lazio. Dopo le uniche due prestazioni ad Irti, la società decide di venderlo ed il 16 dicembre 2015 viene ufficializzato il suo ingaggio tra le file dell'Isola di Procida, squadra militante nel campionato di Eccellenza Campana. Il 10 Gennaio 2016 realizza all'età di 25 anni il primo gol della sua carriera in Italia allo Stadio Alberto Vallefuoco - Mugnano di Napoli, nella sfida vinta fuori casa contro l'Unione Sportiva Arzanese per 5-2. Raggiunta la salvezza con 38 punti nel girone A del Campionato di Eccellenza Campania 2015-2016, ricomincia la nuova stagione 2016-2017 senza però trovare presenze. Il 3 Dicembre 2016 dopo soli 11 mesi dall'inizio della sua avventura a Procida, viene ceduto all'A.C.D. San Tommaso Calcio che milita in Eccellenza Campania 2016-2017 nel Girone B, dove non riesce a cambiare le sorti della stagione in corso e vede il suo club retrocedere in Promozione.
Nel Settembre 2017 ancora un cambio di casacca, questa volta viene acquistato dalla A.S.D. Casalnuovo Frattese dove partecipata anche questa volta al campionato d'Eccellenza Campania 2017-2018. Dopo stagioni deludenti in categorie minori e ricche di infortuni, da l'addio al calcio giocato nel 2022. 

## Statistiche

### Presenze e reti nei club
| Stagione                | Squadra                    | Campionato              | Campionato | Campionato | Coppe nazionali | Coppe nazionali | Coppe nazionali | Coppe continentali | Coppe continentali | Coppe continentali | Altre coppe | Altre coppe | Altre coppe | Totale | Totale |
| Stagione                | Squadra                    | Comp                    | Pres       | Reti       | Comp            | Pres            | Reti            | Comp               | Pres               | Reti               | Comp        | Pres        | Reti        | Pres   | Reti   |
| ----------------------- | -------------------------- | ----------------------- | ---------- | ---------- | --------------- | --------------- | --------------- | ------------------ | ------------------ | ------------------ | ----------- | ----------- | ----------- | ------ | ------ |
| 2009-2010               | Crociati Noceto            | 2D                      | 3          | 0          | CI-LP           | -               | -               | -                  | -                  | -                  | -           | -           | -           | 3      | 0      |
| 2010-gen. 2011          | Aversa Normanna            | 2D                      | 0          | 0          | CI-LP           | 1               | 0               | -                  | -                  | -                  | -           | -           | -           | 0      | 0      |
| gen.-giu. 2011          | Napoli                     | A                       | 0          | 0          | CI              | -               | -               | UEL                | -                  | -                  | -           | -           | -           | 0      | 0      |
| 2011-2012               | Napoli                     | A                       | 1          | 0          | CI              | 0               | 0               | UCL                | 0                  | 0                  | -           | -           | -           | 1      | 0      |
| Totale Napoli           | Totale Napoli              | Totale Napoli           | 1          | 0          |                 | 0               | 0               |                    | 0                  | 0                  |             | -           | -           | 1      | 0      |
| 2012-gen. 2013          | Botev Vraca                | A-PFG                   | 10         | 1          | CB              | 1               | 0               | -                  | -                  | -                  | -           | -           | -           | 11     | 1      |
| gen.-giu. 2013          | Iraklis Psachna            | FL                      | 6          | 0          | CG              | -               | -               | -                  | -                  | -                  | -           | -           | -           | 6      | 0      |
| 2013                    | Sol de América             | PD                      | 11         | 1          | -               | -               | -               | -                  | -                  | -                  |             | -           | -           | 11     | 1      |
| 2014                    | Sol de América             | PD                      | 3          | 0          | -               | -               | -               | -                  | -                  | -                  |             | -           | -           | 3      | 0      |
| Totale Sol de América   | Totale Sol de América      | Totale Sol de América   | 14         | 1          |                 | -               | -               |                    | -                  | -                  |             | -           | -           | 14     | 1      |
| gen.-giu. 2015          | Puteolana                  | D                       | 11         | 1          | CI-D            | -               | -               | -                  | -                  | -                  | -           | -           | -           | 11     | 1      |
| set.-dic. 2015          | Nuova Itri                 | Ecc.                    | 11         | 1          | CI-Dil          | 5               | 2               | -                  | -                  | -                  | -           | -           | -           | 16     | 3      |
| dic. 2015-2016          | Isola di Procida           | Ecc.                    | 12         | 1          | CI-Dil          | -               | -               | -                  | -                  | -                  | -           | -           | -           | 12     | 1      |
| set.-dic. 2016-2017     | Isola di Procida           | Ecc.                    | 0          | 0          | CI-Dil          | -               | -               | -                  | -                  | -                  | -           | -           | -           | 0      | 0      |
| Totale Isola di Procida | Totale Isola di Procida    | Totale Isola di Procida | 12         | 1          |                 | -               | -               |                    | -                  | -                  |             | -           | -           | 12     | 1      |
| dic. 2016-2017          | A.C.D. San Tommaso         | Ecc.                    | 16         | 2          | CI-Dil          | 1               | 0               | -                  | -                  | -                  | -           | -           | -           | 17     | 2      |
| 2017-2018               | A.S.D. Casalnuovo Frattese | Ecc.                    | 0          | 0          | CI-Dil          | 0               | 0               | -                  | -                  | -                  | -           | -           | -           | 0      | 0      |
| Totale carriera         | Totale carriera            | Totale carriera         | 84         | 7          |                 | 8               | 2               |                    | 0                  | 0                  |             | -           | -           | 92     | 9      |

## Palmarès

### Club

#### Competizioni nazionali
- Coppa Italia: 1

Napoli: 2011-2012